# Металлическая танагра
Металлическая танагра (лат. Tangara labradorides) — вид птиц из семейства танагровых. Выделяют три подвида: номинативный подвид — T. l. labradorides, распространённый в Колумбии (на склонах западных и центральных Анд департамента Антьокия; западных склонах на юге провинции Кундинамарка, единожды отмечен на восточных склонах близ дамбы Гаикарамо в Касанаре; на склонах в Каука и Нариньо) и Эквадоре (на западных склонах на юге от провинции Пичинча и локально на восточных склонах на юг до провинций Лоха и Самора-Чинчипе); подвид T. l. chaupensis — на севере Эквадора, на восточных склонах Анд в регионе Амасонас и на севере региона Сан-Мартин. Обитают в субтропических и тропических низменных и нагорных влажных лесах и сильно деградированных лесах, на высоте от 900—2750 метров над уровнем моря.